# 4518 Raikin
4518 Raikin este un asteroid din centura principală, descoperit pe 1 aprilie 1976 de Nikolai Cernîh.